# Christian Anneix
Christian Anneix est un sonneur de cornemuse français, né en 1950 à Rennes.
Spécialiste du biniou kozh et du répertoire gallo, il forme un couple de sonneurs réputé avec Jean Baron à la bombarde.

## Biographie

### Enfance et formation
Il naît à Rennes en 1950.
Son père jouait du piano à bretelles mais c'est le hasard qui le mène à la musique, un recrutement de garçons pour créer un bagad école. 
En 1964, il commence à jouer de la cornemuse. Dans une interview, il déclare : « Le voisin de mes parents a monté un bagad à Rennes et cherchait des garçons pour jouer de la cornemuse ». 

### Carrière
Il joue au bagad des Cadets de Bretagne, l'école de la Kevrenn de Rennes, grâce notamment à son premier professeur Jean-Pierre Pichard, futur « homme-orchestre » du festival interceltique de Lorient,. Âgé de 16 ans, il est élu penn soner (chef d'orchestre). Il réalise son service militaire au bagad de la Lande d'Ouée.

Ensuite, il rejoint un groupe de danse de Fontainebleau. C'est à cette occasion qu'il découvre et s'initie au binioù-koz.

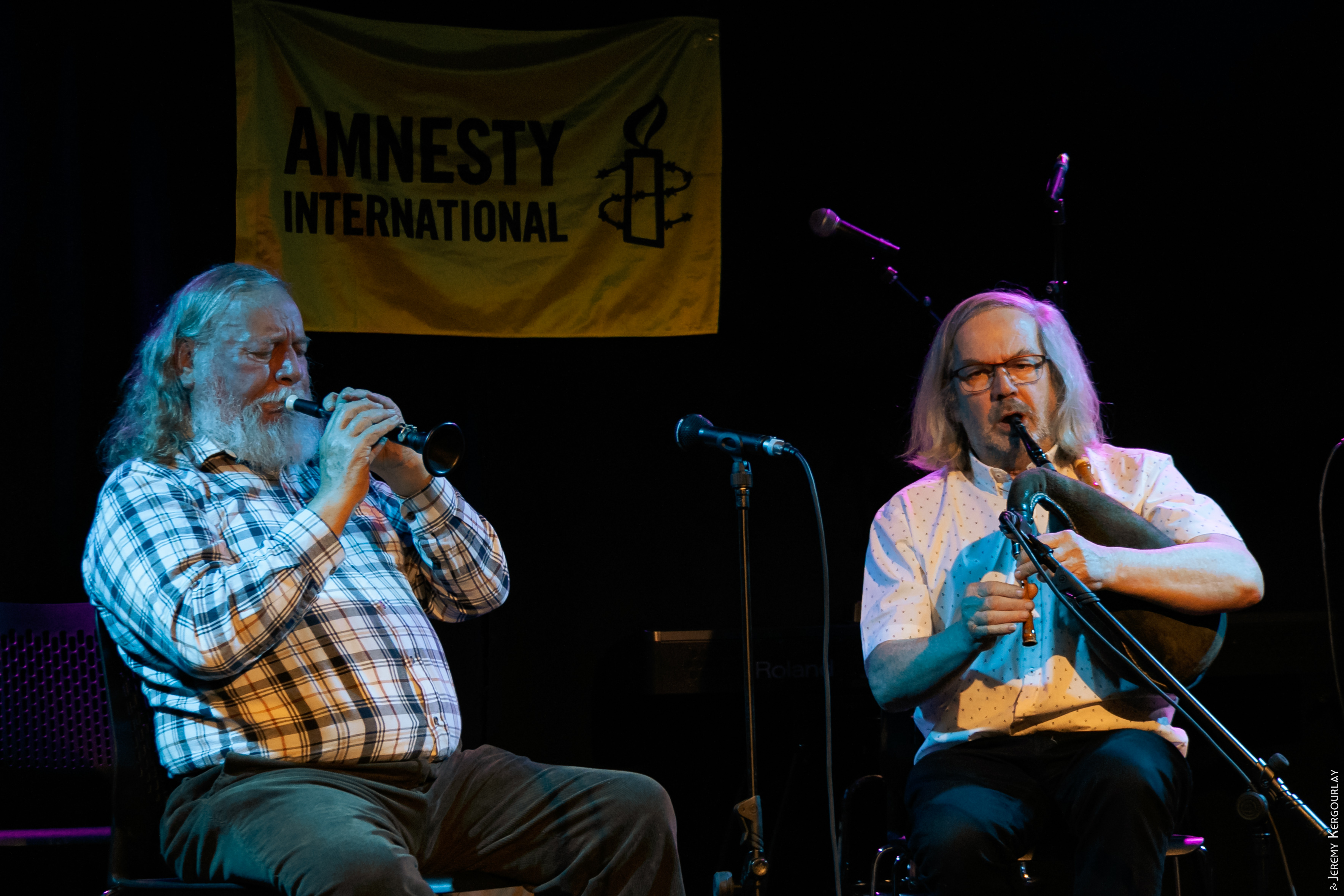
Fest-noz avec Jean Baron en 2024 à Rennes

Christian Anneix sonne avec Jean Baron depuis 1973. Après avoir sonné le répertoire vannetais, ils jouent « naturellement » des airs de chez eux, de Haute Bretagne, et pour mettre en avant la culture gallo, créent en 1976 le festival Gallésie en Fête à Monterfil. Il a aussi joué de la veuze, instrument gallo, avec la bombarde mais aussi en spectacle, dont Sainte Folie Gallèse, monté en 1997 pour le festival de Monterfil. En parallèle il est héliciculteur, une passion qui fait qu'il reste associé au « sonneur qui élevait des escargots ».
Jean Baron participe à de nombreuses formations : en duo Baron-Anneix ou avec Andréo Birrien, en double duo Baron-Anneix / Le Meur-Toutous, en trio Baron-Anneix-L'Hyver, Baron-Anneix-Manzano, et en groupe, avec La Godinette (depuis 1977) ou Gwenva. Ils ont multiplié les concerts et les prestations, des USA à la Chine, de Prague à la Sibérie, de Marrakech (festival des arts populaires) jusqu'à New Delhi et Bombay (année de la France en Inde devant 100 000 personnes, par 45 degrés à l'ombre). En 1995, ils jouent avec des Indiens Creeks à Minneapolis. Entre le revival des années 1970 et les années 2010, ils ont sonné dans plus de 2 000 fest-noz.
En 2013, après avoir enregistré 25 albums en duo ou en groupe, il produit avec Keltia Musique Biniou en liberté, un album qui met en valeur son instrument et invite au voyage (jazz, branles, mélodies arabo-andalouses) : ses cinq biniou koz mènent les douze morceaux entourés de onze musiciens. Jusqu'en 2014, il est adjoint au maire de Cesson-Sévigné et conseiller régional de Bretagne jusqu'en novembre 2015.

## Récompenses
Christian Anneix et Jean Baron forment l'un des couples de sonneurs bretons les plus réputés. Ils sont cinq fois Champion de Bretagne des sonneurs par couple, catégorie kozh (le premier titre est remporté en 1975). En 2001, ils sont lauréats du prix Matilin an Dall au Festival interceltique de Lorient. Il a participé au rayonnement du biniou kozh, qui a regagné ses lettres de noblesse « d'instrument à part entière », en dehors de son association à la bombarde à qui il a pendant longtemps servi de faire valoir (CD et spectacle Biniou en liberté).

## Discographie
- Jean Baron, Christian Anneix, Yann Lemeur, Michel Toutous - Bombarde & Biniou Koz, 1976 (lire en ligne)
- Jean Baron Et Christian Anneix - Bombarde Et Biniou Koz Vol. 2, 1976 (lire en ligne)
- La Godinette - Chants Et Danses De Haute Bretagne, 1978 (lire en ligne)
- Jean Baron, Christian Anneix, Hervé L'Hyver - Musique Traditionnelle De Bretagne - Vol. 1, 1981 (lire en ligne)
- Jean Baron, Christian Anneix, Hervé L'Hyver - Musique Traditionnelle De Bretagne, 1982 (lire en ligne)
- Various - Musiques, Chants Et Danses De Bretagne, 1986 (lire en ligne)
- Jean Baron & Christian Anneix - Danses De Bretagne, 1988 (lire en ligne)
- Anne Auffret, Jean Baron, Michel Ghesquière - Soñj, 1991 (lire en ligne)
- Jean Baron, Christian Anneix et Keltia musique, Dansal e breiz :  Danses vivantes de Bretagne   bombarde & biniou-koz, Keltia musique] [distrib. Keltia musique, 1993 (lire en ligne)
- Gwenva - Le Paradis Des Celtes, 1992 (lire en ligne)
- La Godinette - Fest -Noz C'est Entre Nous Les Jeunes Filles, 1994 (lire en ligne)
- La Godinette - Jeunes Filles Et Conscrits, 1997 (lire en ligne)
- Jean Baron, Christian Anneix, Jean Michel Mansano - Kejadenn (Concert de Musiques Sacrées Et Profanes De Bretagne = Concert Of Sacred And Secular Music Of Brittany), 2000 (lire en ligne)
- (en) Jean Baron, Christian Anneix, Hervé L'Hyver - Musique Traditionnelle De Bretagne - Vol. 1, 1981 (lire en ligne)
- Jean Baron, Christian Anneix et Keltia musique, Dansoù tro Breizh, Keltia musique] [distrib. Keltia musique, 2001 (lire en ligne)
- (en) Jean Baron, Anne Auffret, Christian Anneix - Berjelenn (Melodies et danses de Bretagne), 2007 (lire en ligne)
- (en) Christian Anneix - Biniou En Liberté, 2016 (lire en ligne)

## Publication
- « Une vie de sonneur, quand le biniou vagabonde » (éditions Bon vieux temps, 16 €)[3]